# Chiến dịch Cerberus
Channel Dash hay Unternehmen Zerberus (Chiến dịch Cerberus) là một chiến dịch hải quân Đức trong thế chiến II. Một Kriegsmarine (hải quân Đưc) hạm đội của cả  battleship lớp Scharnhorsts, tàu tuần dương hạng nặng Prinz Eugen và hộ tống, điều hành một phong tỏa của Anh từ Brest trong Brittany. Scharnhorst  và Gneisenau đã đến Brest vào ngày 22 tháng 3 năm 1941 sau khi Chiến dịch Berlin thành công ở Đại Tây Dương. Các cuộc tấn công chống thương mại tiếp theo đã được lên kế hoạch (cho đến cuối tháng 5 năm 1941) và các tàu đã sử dụng các cơ sở đóng tàu tại Brest để cải tạo và sửa chữa. Chúng đại diện cho một mối đe dọa đáng kể đối với các đoàn tàu xuyên Đại Tây Dương của Đồng minh, do đó, một loạt các cuộc không kích đã được Không quân Hoàng gia (RAF) thực hiện chống lại hai tàu từ ngày 30 tháng 3 năm 1941 (và cũng nhắm vào Prinz Eugen, Đến ngày 1 tháng 6 năm 1941). Thiệt hại nghiêm trọng đã gây ra cho Gneisenau vào ngày 6 tháng 4 năm 1941 và vào Scharnhorst vào ngày 24 tháng 7 năm 1941 sau khi phân tán đến La Pallice. Khi việc sửa chữa thiệt hại này hoàn thành vào tháng 8, đã cân nhắc đến việc sơ tán các con tàu.

## Nguyên nhân
Cảng Brest, Pháp là nơi trú ngụ và sửa chữa của hai con tàu Scharnhorst và Gneisenau sau khi chúng thực hiện cuộc đánh phá trên Đại Tây Dương dài ngày trước đó. Sau khi cuộc chiến eo biển Đan Mạch diễn ra và Bismarck bị đánh chìm thì có thêm một chiến hạm nữa gia nhập đó là tuần dương hạm hạng nặng Prinz Eugen. Nó cần sửa chữa khẩn cấp sau chuyến đi đầy kinh hoàng. Nhận thấy ba con tàu chủ lực của hải quân Đức neo đậu trong cảng, không quân Anh cho máy bay đến oanh tạc với cường độ ngày càng tăng qua mỗi ngày. Lo sợ mất 3 chiến hạm chủ lực, Hitler và Bộ tham mưu hải quân Đức cho ra đời kế hoạch Cerberus nhằm di tản 3 chiến hạm này về Đức.

## Kế hoạch các bên

### Hải quân Đức Quốc xã
Một câu hỏi lớn đặt ra là cần chon tuyến đường nào an toàn nhất để về Đức. Có hai tuyến đường:
• Con đường phi ra Đại Tây Dương, vòng qua Anh, quay ngược về Na Uy rồi về Đức: Con đường thoạt trông có vẻ sáng sủa nhưng đầy rẫy nguy hiểm. Đây là con đường mà Bismarck đã nằm lại đáy biển trong khi Prinz Eugen chạy trối chết. Hạm đội Anh hoàn toàn có đủ thời gian phát hiện và huy động lực lượng đập nát 3 chiến hạm Đức ngay lập tức như đã làm với Bismarck.
• Con đường phi thẳng qua eo biển Anh rồi về Đức. Con đường này cực kì nguy hiểm vì nó phải đi qua eo biển Anh đầy rẫy thủy lôi và mìn, cộng thêm dải đất hẹp khiến các tàu chiến Đức hoàn toàn dễ bị pháo bờ biển Anh phát hiện và bắn hạ. Đồng thời nó cũng dễ bị các máy bay trinh sát Anh phát hiện hơn bao giờ hết.
Cuối cùng Hitler quyết định lựa chọn tuyến đường thứ 2 mặc cho nhiều ý kiến "phản đối" của các tướng lĩnh Đức. Đây là một trong những quyết định sáng suốt của Hitler, bởi tuyến đường số 2 thoạt trông thì nguy hiểm nhưng thực chất các tàu Đức sẽ không phải đụng các tàu chiến lớn của hạm đội Anh vì trớ trêu là các tàu chiến chủ lực của Anh đều được điều lên phía Bắc để tránh bị máy bay Đức oanh tạc tấn công. Có chăng kẻ thù chính sẽ là các tàu khu trục, tàu phóng lôi và đặc biệt là Không quân Anh. Tuyến đường thứ 2 nằm ngay sát Pháp, hoàn toàn nằm dưới chiếc dù bảo vệ của Không quân Đức. Và kết quả đã chứng minh phi đội không quân Đức do chính Ace nổi tiếng Adolf Galland chỉ huy đã đánh bại Không quân Anh tìm cách tiêu diệt tàu chiến Đức và bảo vệ cho chúng về Đức an toàn.
Người Đức dự tính sẽ tìm cách vượt qua eo biển nhanh nhất có thể và tránh cho bị người Anh phát hiện càng sớm càng tốt. Vì nếu phát hiện muộn thì Hải quân Anh cũng không kịp điều động tàu truy đuổi.
- Nghi binh: Trước khi chiến dịch xảy ra, quân Đức ở Brest cho mở nhiều dạ tiệc vũ hội để các mật thám Anh ở Pháp tin rằng trước mắt sẽ không có một chuyến ra khơi nào cả. Đặc biệt là gần sát ngày khởi hành thì một chuyến hàng chuyển đến các chiến hạm Đức với dán nhãn là đồ dùng ở vùng nhiệt đới. Điều này gây cho mật thám Anh tin rằng các tàu Đức sẽ có chiến dịch đánh phá tàu hàng ở phía Nam Châu Phi.
- Tác chiến điện tử: Trên dải đất của eo biển Măng sơ có rất nhiều đài radar của Anh hoạt động vô cùng hiệu quả. Điều đáng bàn ở đây là phải làm sao để phá các đài radar này để chúng không thể phát hiện tàu Đức và nếu có thì cũng phát hiện muộn nhất có thể và không kịp trở tay. Và người Đức đã sử dụng máy gây nhiễu để phá hoại. Việc phát nhiễu bắt đầu từ khoảng hơn 1 tháng trước khi chiến dịch diễn ra. Bắt đầu chỉ gây nhiêu vài phút sau đó nâng dần lên từng ngày để người Anh tin rằng nhiễu này là do khí quyển ở vùng đó và họ không thể làm khác được. Kết quả thu được thành công như mong đợi. Người Anh hoàn toàn tin vào điều người Đức đang giăng bẫy...

### Hải quân Anh quốc
Người Anh tin chắc rằng trước sự oanh kích mãnh liệt của các máy bay RAF thì quân Đức buộc phải di tản tàu chiến về Đức nếu không sẽ bị mất cả 3 tàu chiến chủ lực. Điều quan trọng là người Đức sẽ chọn tuyến đường nào. Sau khi cân đo đong đếm và quan sát tình hình thì bộ hải quân Anh chắc chắn quân Đức sẽ cho tàu chiến đi qua eo biển Măng sơ. Chỉ chưa biết là ngày giờ xuất hành.

## Cước chú
1. ↑  Koop & Schmolke 2014, tr. 51.